# Le Cheylas
Le Cheylas is een gemeente in het Franse departement Isère (regio Auvergne-Rhône-Alpes). De gemeente maakt deel uit van het arrondissement Grenoble. Le Cheylas telde op 1 januari 2022 2.372 inwoners. 

## Geografie
De oppervlakte van Le Cheylas bedroeg op 1 januari 2022 8,44 vierkante kilometer; de bevolkingsdichtheid was toen 281 inwoners per km². Le Cheylas ligt op de linkeroever in het dal van de Isère. Aan de overkant ligt Sainte-Marie-d'Alloix.

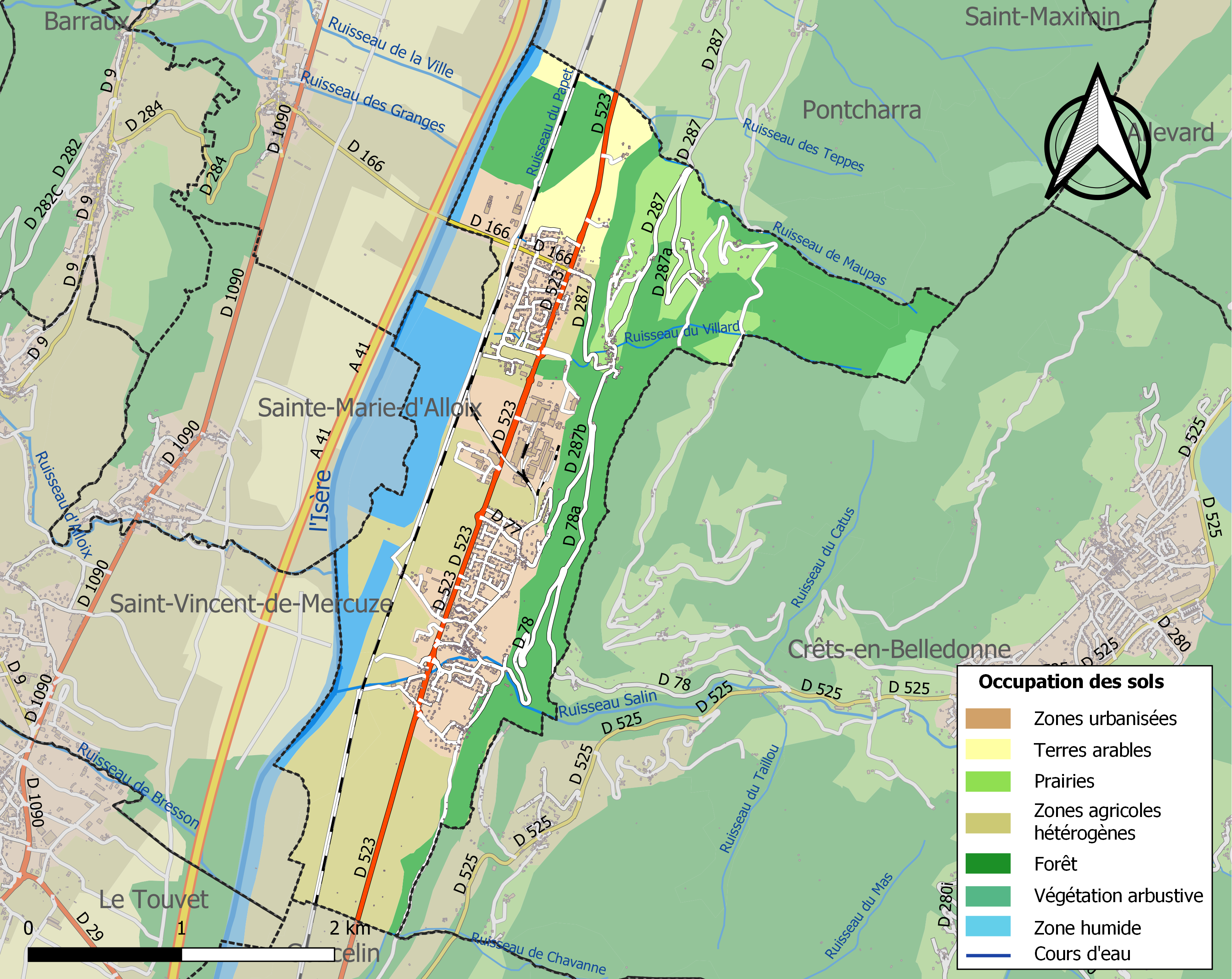
Kaart van de gemeente met de belangrijkste infrastructuur, bodemgebruik en omliggende gemeenten

## Demografie
Onderstaande figuur toont het verloop van het inwonertal (bron: INSEE-tellingen).